# Tritó verd
El tritó verd o tritó marbrat (Triturus marmoratus) és un amfibi de l'ordre dels urodels i de la família dels salamàndrids. És principalment terrestre i la seva distribució és europea.

## Morfologia
Aquest tritó pot arribar a fer fins a 17 cm de llarg.
Té la pell aspra i de color verd i amb jaspiat de color marró o negre. El ventre és gris fosc amb taquetes blanques o fosques i el seu cap és ample, pla i amb glàndules paròtides. Les femelles adultes i els exemplars joves tenen una línia vertebral de color taronja que en els mascles perdura fins als 9 mesos. Els mascles adults tenen una cresta que va del coll fins a la punta de la cua.

## Ecologia
Els tritons verds viuen a la major part de França, al nord d'Espanya i al terç superior de Portugal. Tenen una distribució que es sobreposa lleugerament amb la del tritó pigmeu (T. pygmaeus). No es troben tritons verds a gran part dels Pirineus degut a les condicions seques i inestables de la zona. Al nord de França les poblacions estan més disperses per la presència de Triturus cristatus, que pot hibridar amb el tritó verd. No es tracta d'una espècie amenaçada, tot i que les seves poblacions tenen tendència a decréixer.

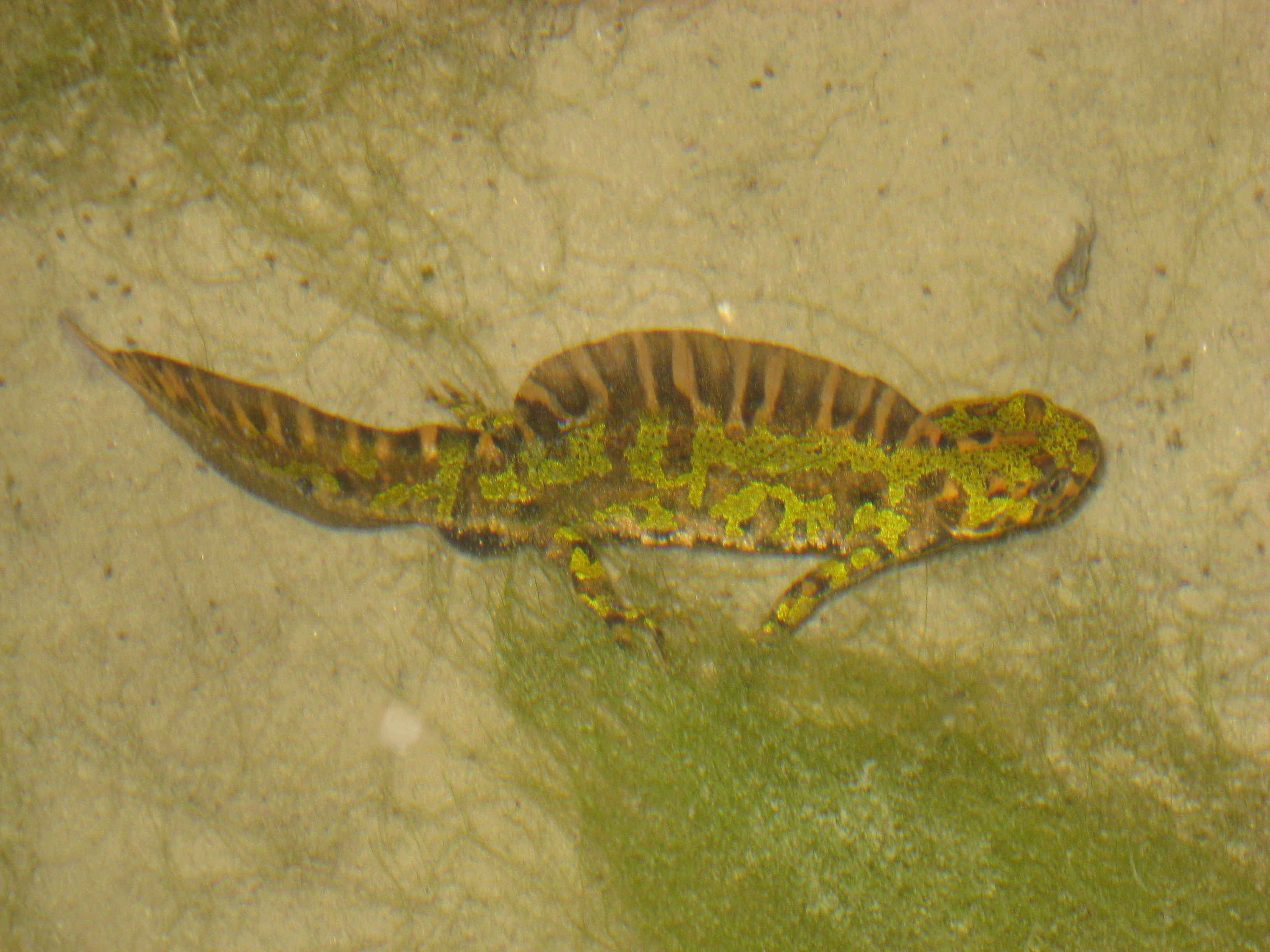
Mascle de tritó verd presentant la cresta dorsal.

Habita en boscs i camps propers a zones aquàtiques. Les altes elevacions dels climes mediterranis són l'hàbitat preferit pels tritons verds. Tanmateix, no es solen trobar a més de 1.000 metres d'altitud, encara que al Pla de la Calma supera els 1.200 metres i a les llacunes de Neila (Burgos) o a les llacunes de Peñalara (Madrid) els 1.800 metres.
Durant el zel a l'aigua, el mascle mostra una cresta dorsal i caudal groguenca-ataronjada amb ratlles fosques i una ratlla caudal blanca platejada. D'altra banda el verd de la pell es torna més llampant.
S'ha demostrat que els tritons verds s'orienten per mitjà dels estels per a trobar les basses on ponen els ous.
Les larves són relativament grans i duen brànquies externes i vermellenques als dos costats del cap. Els seus dits són prims i llargs.
El tritó verd s'alimenta de diversos invertebrats aquàtics, tot i que quan conviu amb les larves del tritó palmat (Lissotriton helveticus) s'alimenta d'invertebrats més grossos.